# Христевка (Хмельницкая область)
Христевка (укр. Христівка) — село в Изяславском районе Хмельницкой области Украины.
Население по переписи 2001 года составляло 504 человека. Почтовый индекс — 30370. Телефонный код — 3852. Занимает площадь 1,735 км². Код КОАТУУ — 6822188401.

## Местный совет
30370, Хмельницкая обл., Изяславский р-н, с. Христевка, ул. Шевчука, 1